# Uvaria poggei
Uvaria poggei är en kirimojaväxtart som beskrevs av Adolf Engler och Friedrich Ludwig Diels. Uvaria poggei ingår i släktet Uvaria och familjen kirimojaväxter. Utöver nominatformen finns också underarten U. p. anisotricha.